# Jan van Est
Jan van Est (Dordrecht, 23 mei 1981) is een Nederlands zanger.

## Biografie
Van Est koesterde al op jonge leeftijd de wens zanger te worden. Hij deed op jeugdige leeftijd mee aan talentenjachten, waarmee hij ook prijzen in de wacht sleepte. Op zijn 15e nam hij zijn eerste single op, die hij huis aan huis verkocht. De eerste echte single die hij niet in eigen beheer uitgaf, was Met heel mijn hart.

## Loopbaan
In 2000 kwam Van Est in aanraking met Emile Hartkamp, die voor hem het liedje De zon op m'n bol maakte. Dit lied kwam direct in de Nederlandse Single Top 100. Vervolgens nam hij het nummer De Kriebels op, dat tevens in de Single Top 100 kwam. Sindsdien heeft hij verscheidene singles en albums gemaakt, waaronder in 2007 de single Bij Jou en in 2008 de single Laat me maar gaan geschreven door Jheron van der Heijden afkomstig van het gelijknamige album wat in 2008 is verschenen.

## Discografie

### Albums
| Album met eventuele hitnotering(en) in de Nederlandse Album Top 100 | Datum van verschijnen | Datum van binnenkomst | Hoogste positie | Aantal weken | Opmerkingen |
| ------------------------------------------------------------------- | --------------------- | --------------------- | --------------- | ------------ | ----------- |
| Mijn eerste liefde                                                  | 2005                  | -                     |                 |              |             |
| Ik doe alles voor jou                                               | 2006                  | -                     |                 |              |             |
| Laat me maar gaan                                                   | 2008                  | -                     |                 |              |             |
| Kleine jongen                                                       | 2011                  | -                     |                 |              |             |
| Het is zoals het is                                                 | 2015                  | -                     |                 |              |             |

### Singles
| Single met eventuele hitnotering(en) in de Nederlandse Top 40 | Datum van verschijnen | Datum van binnenkomst | Hoogste positie | Aantal weken | Opmerkingen                 |
| ------------------------------------------------------------- | --------------------- | --------------------- | --------------- | ------------ | --------------------------- |
| De zon op m'n bol                                             | 2003                  | -                     |                 |              | Nr. 28 in de Single Top 100 |
| De kriebels                                                   | 2004                  | -                     |                 |              | Nr. 38 in de Single Top 100 |
| Ik ben zo blij vandaag                                        | 2012                  | -                     |                 |              | Nr. 81 in de Single Top 100 |
| Als ik jou zie                                                | 2012                  | -                     |                 |              | Nr. 78 in de Single Top 100 |
| Dat komt door jou                                             | 2013                  | -                     |                 |              | Nr. 72 in de Single Top 100 |
| Dromen van verre stranden                                     | 2014                  | -                     |                 |              | Nr. 95 in de Single Top 100 |
| Een Dordtenaar zal altijd blijven zingen                      | 2014                  | -                     |                 |              |                             |